# Silene julaensis
Silene julaensis är en nejlikväxtart som beskrevs av A.J.C. Grierson. Silene julaensis ingår i släktet glimmar, och familjen nejlikväxter. Inga underarter finns listade i Catalogue of Life.